# Escudo de Valldoreix
El escudo de armas de Valldoreix es un símbolo de la entidad local descentralizada española de Valldoreix, término municipal de San Cugat del Vallés, y se describe, según la terminología precisa de la heráldica, por el siguiente blasón:

«Escudo embaldosado: de gules, un valle de oro con una faja ondada de azur, superada de una domus de plata abierta.»

## Diseño
La composición del escudo está formada sobre un fondo en forma de cuadrado apoyado sobre una de sus aristas, llamado escudo de ciudad o escudo embaldosado, según la configuración difundida en Cataluña al haber sido adoptada por la administración en sus especificaciones para el diseño oficial de los municipios de las entidades locales de color rojo intenso (gules). Como carga principal aparece una representación de un valle de color amarillo (oro con una franja horizontal ondada (faja ondada) de color azul (azur) y por encima del valle y sin tocarlo (superada) de una representación de una domus o casa fuerte, que tiene un diseño parecido a un castillo pero sin la torre central, llamada del homenaje de color blanco o gris claro (plata, también llamada argén) y con las puertas y ventanas del color del fondo (abierta).
Según el artículo 30.5 del reglamento sobre símbolos de las entidades locales de Cataluña, las entidades locales descentralizadas, a diferencia de los municipios, no pueden llevar timbre..

## Historia

Escudo adoptado por Valldoreix en 1979 hasta 2004.

En 1979 la junta de vecinos acordó la adopción de un diseño para uso como escudo municipal, sin blasonado, que se puede describir como: Con forma francesa, escudo cortado: primero de oro, cuatro palos de gules; segundo de oro, un pino de sinople entre dos montañas terrazadas y movientes de la punta de su color.
La junta de vecinos, acordó el 24 de julio de 2003 el inicio del expediente heráldico para la adopción del escudo de armas acorde con la reglamentación sobre símbolos vigente en Cataluña en aquel momento. El 22 de junio de 2004 fue aprobado y el 22 de julio del mismo año publicado en el DOGC número 4.180 con fecha 22 de julio de 2004.
En el escudo se representan elementos basados en sus orígenes, la domus o casal, en referencia al antiguo castillo del antiguo término de Canals, hoy en día en ruinas; el valle y el río en referencia al nombre del antiguo término, Aqualonga (documentado desde el siglo X), donde actualmente está emplazado Valldoreix. El valle, además es una armas parlantes referida la nombre de la población.